# ビル・アックマン
ウィリアム・アルバート・アックマン（William Albert Ackman、1966年5月11日 - ）は、アメリカのビリオネアのヘッジファンドマネージャーである。 ヘッジファンド管理会社パーシング・スクエア・キャピタル・マネジメントの設立者でCEOを務めている。彼の投資方法により、投資活動家として活動している。フォーブスによると、2024年6月現在、アックマンの純資産は推定93億ドルである。
アックマンは慈善家であり、ギビング・プレッジにより、人生の終わりまでに富の少なくとも50％を寄付することを約束している。
アックマンは長年民主党の候補者や組織へ寄付をしてきたが、支援していたフィリップスが選挙から撤退したことを受け、 ロバート・ケネディ・ジュニアの選挙キャンペーンに寄付を行い、2024年のアメリカ合衆国大統領選挙ではドナルド・トランプを支持するようになった。アックマンは、ガザ戦争におけるイスラエルの行動に対して公に支持を表明し、イスラエル当局の声明を非難する書簡に署名したハーバード大学の学生たちの名前を公表するように要求した。